# Listă de colinde
Colindele sunt cântece populare românești, de gen epico-liric. Obiceiul românilor este să ureze, prin aceste colinde, sărbători fericite rudelor și străinilor. 

## A
- Afară ninge liniștit
- An cu an de-a rândul
- Aseară pe-nserate
- Astăzi s-a născut Hristos
- Astăzi s-a-nălțat o lumină
- Azi, cel de veacuri așteptat
- A coborât pe pământ
- A sosit ziua cea sfântă
- Adu' mamă cea cheița
- Acum prorocirile
- Astă sară-i sară mare

## B
- Bună dimineața la Moș Ajun
- Bună seară, gazdă mare
- Bună veste-n zori

## C
- Cântă-n coruri mii și mii
- Ce-ați văzut, păstori
- Cerul și Pământul
- Coborât-a coborât
- Colindăm, colindăm iarna
- Colindița
- Colindița nu-i mai multă
- Colo sus pe lângă lună
- Colo-n sus pe vremea ceea
- Colo-n sus
- Copii dragi
- Copil iubit
- Creștinilor, noi astăzi

## D
- De nașterea Domnului
- De veacuri așteptată
- Deschide ușa creștine
- Din an în an
- Din cer un înger
- Din cer senin
- Din Raiul cel luminos
- Dinspre răsărit răsare
- Doarme-n ieslele sărace
- Doarme-n iesle-n umilire
- Domn, Domn să-nălțăm
- Domnul din ceruri
- Domnul nostru pe pământ
- Dormi, Iisuse
- Dormi, drăguțule Iisus
- Dormi, Iisuse, prunc divin
- Dormi, rege veșnic

## E
- E Crăciun
- E lumină-n miez de noapte
- Exultemus

## F
- Fii slăvit Isuse
- Florile dalbe
- Floricica - colindă
- Fluierul cel păstoresc

## G
- Gloria, gloria
- Gata-te Pământe bine
- Gre' iernuța o picat

## H
- Hai cu toți la Betleem
- Hai cu toți
- Hai la iesle la Isus
- Haideți, neamurilor toate

## I
- Iată vin colindătorii
- Imn de slavă și mărire
- Inima va cânta
- Isuse, blând Mântuitor
- Isuse, scump Mântuitor

## Î
- În cetatea-mpărătească
- În iarna geroasă un prunc s-a născut
- În oraș în Viflaim
- În tăcerea nopții
- Îngeri din ceruri
- Îngerii-n a noastre plaiuri
- Într-un glas, mulțimi de îngeri

## L
- La Betleem colo-n jos
- La Betleem
- La casa de peste drum
- Laetabundus (Secvența de Crăciun)
- La Viflaim colo-n jos

## M
- Mărire în cer lui Dumnezeu
- Mărire-ntru cele-nalte
- Mii de îngeri
- Moș Crăciun cu plete dalbe
- Măruț mărgăritar
- Mare minune s-arata

## N
- Nașterea Domnului nostru
- Negurile nopții
- Nici o sărbătoare-n lume
- Noapte de vis
- Noi în seara de Crăciun
- Noi umblam și colindăm
- Nouă azi ne-a răsărit

## O
- Ostașii luminii colindă
- Oaspeți cu azur în gene
- O, brad frumos!
- O, ce veste minunată!

## P
- Pacea domnește pe pământ
- Pă drumuțu' raiului
- Pe căile Viflaim
- Pe la case luminate
- Pom înrămuratu'
- Pruncușor Isus
- Pe podele de nuiele

## S
- S-a născut azi Domnul nostru
- S-a născut azi Domnul Sfânt
- S-a născut Emanuel
- Sculați boieri mari
- Sculați, gazde, nu dormiți
- Seara Crăciunului nost'
- Și, iată, îngerul Gabriel
- Slobozî-ne, gazdă-n casă
- Spune-mi cine ești
- Steaua strălucește
- Steaua sus răsare
- Sus la poarta Raiului
- Sus, voi gazde, nu dormiți

## T
- Tăria cerului
- Transeamus
- Trei crai de la Răsărit
- Trei păstori
- Tu te cobori
- Tânărul crai
- Troparul nașterii

## U
- Umblă maica pe pământ
- Un dulce cânt
- Un pruncușor se naște
- Unde-i pruncul

## V
- Veniți astăzi, credincioșii
- Veniți prunci cu toții
- Veniți, neamurilor
- Viflaime, Viflaime

## Z
- Zoriori de ziuă